# Liorhina albimaculata
Liorhina albimaculata är en insektsart som beskrevs av Hamilton 1980. Liorhina albimaculata ingår i släktet Liorhina och familjen spottstritar. Inga underarter finns listade i Catalogue of Life.